# Малашенко, Иван Никитович
Ива́н Ники́тович Малаше́нко (27 января 1926, Невинномысский район, Северо-Кавказский край — 1986, Кочубеевское, Ставропольский край) — старший чабан колхоза имени И. В. Сталина Кочубеевского района Ставропольского края, Герой Социалистического Труда.

## Биография
Иван Никитович Малашенко родился 27 января 1926 года в хуторе Каменский (с. Велико-Княжеское (с. Каменское)) Невинномысского района Северо-Кавказской области (ныне — Кочубеевского района Ставропольского края. Русский. Участник и ветеран Великой Отечественной войны.
01 (25) марта 1944 года был призван Либкнехтовский РВК в Красную армию ВС Союза ССР. Боевой путь начинал орудийным номером 8-й батареи 296-го артиллерийского полка 138-й стрелковой дивизии, на заключительном этапе войны — командир огневого взвода 3-й батареи 295-го артиллерийского полка. За образцовое выполнение боевых заданий командования, в период Великой Отечественной войны младший лейтенант, капитан И. Н. Малашенко был награждён орденом Красной Звезды, медалями «За боевые заслуги», «За победу над Германией в Великой Отечественной войне 1941–1945 годов».
После окончания Отечественной войны продолжил военную службу в составе 213-го стрелкового полка Ново-Украинской дивизии на территории Львовского военного округа. После увольнения в запас, 13 мая 1947 года, вернулся на Ставропольщину, где стал работать чабаном по выпасу овец в колхозе имени Сталина (село Ольгинское, с 1961 года — Кочубеевское) Кочубеевского района.
На протяжении ряда лет показатели по настригу шерсти в его отаре овец тонкорунной породы меринос были одними из лучших в хозяйстве: в 1955 году — 5,7 килограмма шерсти на одну переярку, в 1956 году — 6,8, 1957 году — по 7,3 килограмма шерсти. Помимо этого, бригадир добивался наибольшего прихода молодняка. Это ему удалось за счёт уплотнённого окота — трёхразового в два года. В 1958 году он получил за два окота 374 ягнёнка на каждую сотню овцематок (средний показатель по Ставрополью в это время составлял 84 ягнёнка).
Указом Президиума Верховного Совета СССР от 25 декабря 1959 года за проявленную инициативу по применению передовых методов в овцеводстве Малашенко Ивану Никитовичу присвоено звание Героя Социалистического Труда с вручением ордена Ленина и золотой медали «Серп и Молот» (Медаль № 10325, Орден Ленина № 369642).
Опыт передового чабана по тройному окоту в два года широко распространялся в животноводческих хозяйствах Ставрополья, Кубани и республик Северного Кавказа. Новатор сельхозпроизводства И. Н. Малашенко продолжал увеличивать показатели по прихододу молодняка в родном колхозе (с ноября 1961 года — имени Октябрьской революции, с 1991 года — СХК «Кубань-1»).
Проживал в районном центре — селе Кочубеевском (до 1961 года — Ольгинское). Скончался в 1986 году.

## Награды
Иван Никитович Малашенко был награждён:
- орденами:
  - Ленина (25.12.1959),
  - Отечественной войны 1-й степени,
  - Красной Звезды (20.05.1945);
- медалями,
  - в том числе «За боевые заслуги» (05.10.1944).